# نهائي كأس إيطاليا 2009
نهائي كأس إيطاليا 2009 هي المباراة النهائية من منافسة كأس إيطاليا 2008–09، أقيمت المباراة في 13 مايو 2009، في ملعب أولمبيكو، بين فريقي نادي لاتسيو، ونادي سامبدوريا، وفاز فيها نادي لاتسيو، بعد أن هزم نادي سامبدوريا، بنتيجة 1 - 1، وكان حكم المباراة روبيرتو روسيتي، وحضر المباراة 68000 شخصاً.

## تفاصيل المباراة
لعبت المباراة النهائية في 13 مايو 2009.
| نادي لاتسيو           | 1 -1 | نادي سامبدوريا             |
| --------------------- | ---- | -------------------------- |
| ماورو زاراتي 4 دقيقة' |      | جيامباولو بازيني 30 دقيقة' |